# Universidade de Bombaim

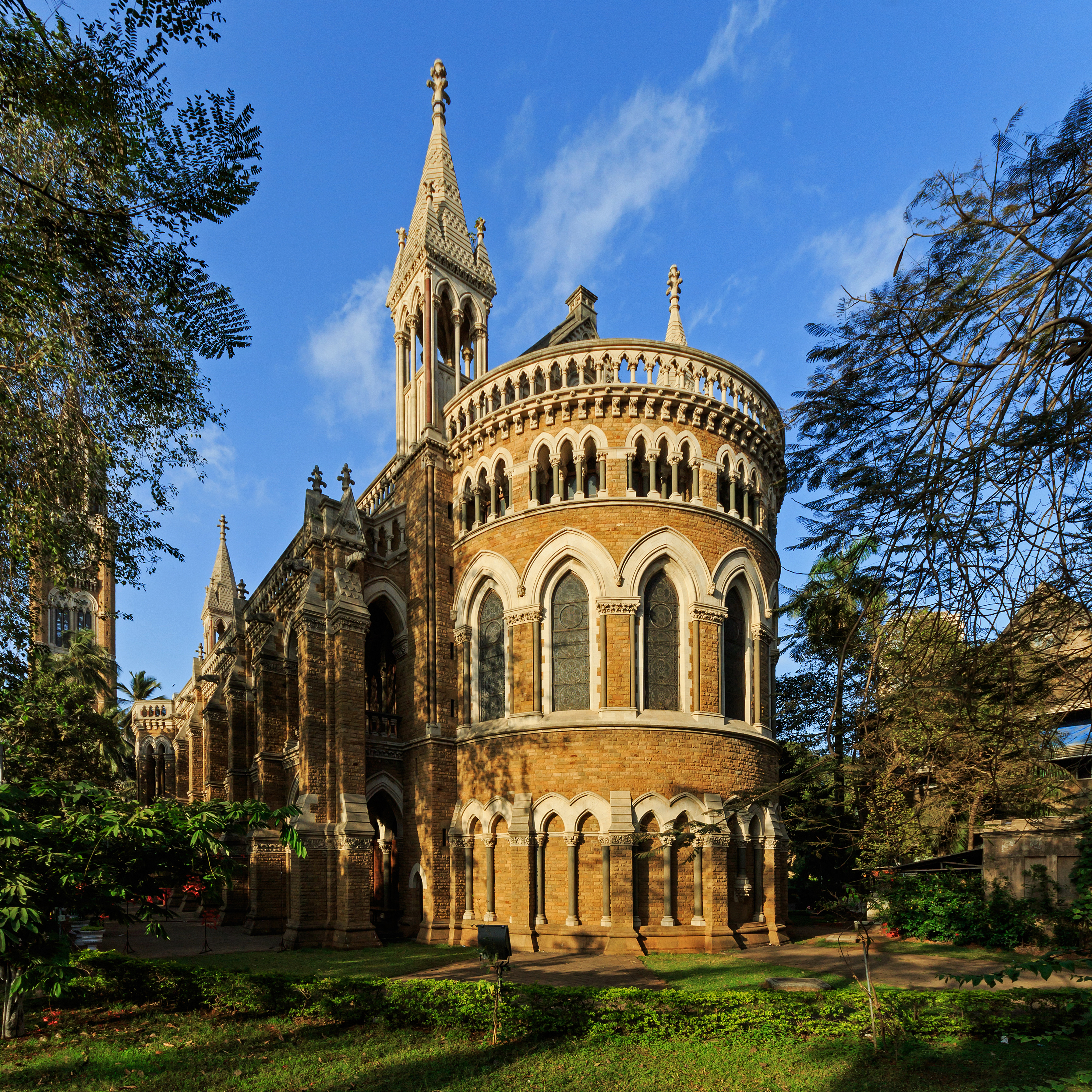
Um dos edifícios do campus do Forte de Bombaim, em 2016.

A Universidade de Bombaim (UB), também conhecida como Universidade de Mumbai (UM), é uma universidade pública estadual do estado indiano de Maarastra, localizada na cidade de Bombaim. Oferece cursos de bacharelado, mestrado e doutorado, além de diplomas e certificados em diversas disciplinas, como artes, comércio, ciências, medicina e engenharia. O idioma da instrução para a maioria dos cursos é o inglês.
A Universidade de Bombaim foi fundada em 1857. A universidade possui três campi na Grande Bombaim, sendo o campus de Calina, o campus suburbano de Tana e o campus do Forte de Bombaim, além de um fora da zona metropolitana, na cidade de Ratnagiri. O campus do Forte realiza apenas trabalhos administrativos. Vários institutos em Bombaim, anteriormente afiliados à universidade, agora são universidades independentes ou institutos autônomos.
A Universidade de Bombaim é uma das maiores universidades do mundo. Em 2011, o número total de alunos matriculados era de 549.432. A universidade em 2013 tinha 711 faculdades afiliadas.
Entre 1961 e 1985 tutelou as instituições e escolas superiores que formariam a Universidade de Goa.